# Peter Schiff
Peter David Schiff (* 23. března 1963, New Haven, Connecticut) je americký burzovní makléř, ekonom, komentátor a populární video blogger, který se často objevuje v mnoha finančních zpravodajstvích. Schiff je prezidentem Euro Pacific Capital, makléřské firmy založené v roce 1980, znovu začleněné v roce 1996, která dnes sídlí ve Westportu ve státě Connecticut.
Schiff je znám pro svůj osobní pohled na ekonomickou a sociální politiku. Byl ekonomickým poradcem Rona Paula během primárek Republikánské strany v roce 2008, během níž vyjádřil podporu pro zdravou měnu, omezenou vládu a kapitalismus volného trhu.
Schiff, který byl ovlivněn liberálním ethosem a konzervativními názory svého otce Irwina Schiffa, se stal silným podporovatelem Rakouské ekonomické školy a Institutu Ludwiga von Misese.
Jako odpověď na kampaň řadových voličů z počátku roku 2008, kteří ho chtěli přesvědčit ke kandidatuře do Senátu Spojených států, oznámil Schiff 17. září 2009 svoji kandidaturu do republikánských primárek pro volby v roce 2010.

## Osobní život
Peter Schiff se narodil v New Haven ve státě Connecticut a vyrostl na Manhattanu a v Miami. Sám sebe považuje za Žida. Jeho otec Irwin Schiff je známý americký odpůrce daní. Peter vystudoval University of California - Berkeley v roce 1987 s tituly z financí a účetnictví.
V současné době je Schiff zasnoubený. Z předchozí manželství má syna Spencera.

## Kariéra
Schiff zahájil svou makléřskou kariéru v Shearson Lehman Brothers. V roce 1996 rozjel Euro Pacific Capital. V roce 2005 přesídlil do Connecticutu, aby našel makléře, "kteří přemýšlejí jako on", jako sám řekl v článku v listu The Advocate. V New Yorku je největší koncentrace makléřů, díky čemuž by mělo být snadnější je najít.
Firma udržuje kanceláře v Kalifornii, Arizoně, Floridě a Manhattanu.
Euro Pacific Capital doporučuje investiční strategii, která je v souladu s Schiffovými názory na americkou ekonomiku - koncentrace na neamerické burzy a drahé kovy, zejména stříbro a zlato.
Schiff se často objevuje i na televizních obrazovkách. Má i vlastní internetové rádio a často se objevuje na Jim Puplavově internetové show.

## Ekonomické názory
V roce 2002 pro Southland Today prohlásil, že se .com bublina přelévá do realitního trhu a on se obává, že tam má šanci narůst do mnohem obludnějších rozměrů.
V srpnu 2006 vyvolal Schiff pobouření, když zopakoval svoje dlouhodobé přesvědčení: „Ekonomika Spojených států je jako Titanic a já jsem zde se záchranným kruhem a snažím se přinutit lidi opustit loď...Vidím ekonomickou krizi, která přichází na Spojené státy.“ 21. prosince 2006 v debatě na Fox News předpověděl, že v roce 2007 spadnou ceny nemovitostí zpátky na zem. Skutečnost je taková, že opravdu po několika desetiletích klesla mediánová cena průměrného amerického domu. Během dalších debat na Fox News a CNBC zmínil Schiff faktory jako spekulanti a neexistence zdravé úvěrové politiky, které jsou dnes považovány za jedny příčin domovní krize 2007-09. 13. prosince 2007 v Bloomberg interview dále dodal, že cítí, že se krize rozšíří i do systému kreditních karet. Brzy poté bylo zveřejněno, že hodnota účtů na kreditních kartách, které jsou alespoň 30 dní po splatnosti, vzrostla v říjnu meziročně o 26% na 17,3 miliardy dolarů.
Schiff se zabýval také rolí Spojených států jakožto světového spotřebitele. Řekl, že americký spotřebitel si myslí, že dělá světu službu, když spotřebovává jeho produkty. Rychle poukázal na to, že tento vztah skončí rychleji než si lidé myslí a to s negativními důsledky pro americkou ekonomiku. Řekl, že "Spotřeba je odměnou za výrobu", čímž myslel, že bez výroby nemohou Spojené státy donekonečna udržovat rostoucí spotřebu. Schiff a další přívrženci Rakouské školy považují úspory a výrobu, ne spotřebu, za motor ekonomického růstu.
Schiff také při mnoha příležitostech řekl, že současná krize není problém, nýbrž řešení. Tvrdí, že díky nerovnováhám v americké ekonomice nemůže být přechod od půjčování a utrácení ke spoření a výrobě nemůže být uskutečněn bez tvrdé recese. Ale podle něj se tento přechod musí uskutečnit. Také tvrdí, že vláda tím že se snaží utišit bolest podpůrnými balíčky nikomu nepomáhá. Schiff věří, že tyto akce situaci pouze zhorší a mohou vyústit i v hyperinflaci, pokud bude vláda pokračovat v ničení úspor tisknutím peněz.
Schiff je pevným zastáncem snižování vlivu vlády na ekonomiku. Obává se, že Barack Obama tuto kontrolu pouze zvýší.
Poukazuje také na nízké úrokové sazby jako na největší současný problém, díky němuž se z největší světové věřitele v roce 1970 staly Spojené státy do roku 2000 největším světovým dlužníkem.
V projevu z března 2009 v Omaze v Nebrasce řekl, že není možné, aby byl ohromný dluh Spojených států vůči Číně splacen, pokud nebude snížena hodnota dolaru vytvořením (vytištěním) nových. Schiff věří, že během několika let vzroste hodnota zlata na 5 000 dolarů a že burzovní zotavení z roku 2009 nevydrží na dlouho.

### Odpovědi
V lednu 2009 prohlásil blogger Mike Shedlock na základě údajů jednoho klienta, že Schiffova investiční strategie vyústila u některých klientů v 60 - 70% ztráty. Schiff odpověděl, že nelze hodnotit investiční strategii na základě údajů z období po velkém propadu a od klientů, kteří se připojili pouze nedávno."

## Politická aktivita
Schiff byl ekonomickým poradcem Rona Paula během jeho prezidentské kampaně v roce 2008. O jeho ekonomické plánu prohlásil: "Potřebujeme plán, který podporuje spoření a výrobu a ne nezodpovědné půjčování a spotřebu, která nás dostala do těchto problémů. Plán Rona Paula je jediný, který vykračuje správným směrem. Jestliže chcete smysluplnou změnu, Ron Paul je jediný kandidát, který ji může přinést.

### Kampaň do Senátu za stát Connecticut v roce 2010
V prosinci 2008 několik jeho příznivců z Kalifornie vytvořilo webové stránky vybízející Schiffa k vyzvání současného senátora Christophera Dodda. Zhruba 5 tisíc lidí přispělo na stránkách. Sbírka z 21. února 2009 vynesla pro tuto kampaň "od zdola" 20 tisíc dolarů.
Ve video blogu z května 2009 řekl Schiff svým podporovatelům, že vážně zvažuje kandidaturu do Senátu. 26. května, když byl dotázán deníkem Washington Post, řekl, že šance je větší než 50 na 50 a že se brzy rozhodne.
Anketa z června 2009 ukázala, že Schiff ztrácí na veterána Dodda jen 4 procentní body. 9. července oznámil zřízení výboru a oficiálních stránek. Prohlásil: "Přemýšlím o tom. Jestli někdo chce abych kandidoval, tak ať mi pošle peníze a možná kandidovat budu". Začal přijímat dary, aby viděl, zda "lidé kteří opravdu věří ve svobodu, zdravé peníze a ústavu jsou připraveni vyjádřit to i skutečným politickým příspěvkem nebo dobrovolnou prací na kampani". Obdržel přes 10 tisíc darů a mnoho e-mailů od lidí z celého světa.
Schiff oficiálně oznámil svoji kandidaturu 17. září 2009 v show Morning Joe na MSNBC. Snaží se získat nominaci Republikánské strany.
Prozatím obdržel více než 10 tisíc telefonních hovorů a podpůrných dopisů a více než 1 300 000 dolarů. Peter Schiff k tomu řekl: "Chci využít mé odhodlání a zkušenosti pro plátce daní z Connecticutu. Mohu dělat chyby v kampani, ale nebudu dělat chyby v Senátu. Těším se na vzrušující souboj, ve kterém se budu moci podělit o svoji vizi s občany Connecticutu.
Mluvčí Demokratické strany, Collen Flanagan, řekla: „Schiff nemá takřka žádné předpoklady pro kandidaturu do Senátu a sám veřejně přiznal, že ani neví, kdy naposledy volil.“ Schiff na to odpověděl: „To, že nemám zkušenosti v ničení naší země, to, že jsem nepřivedl bankovní systém na kolena, je moje největší výhoda.“
Ve volebních průzkumech uskutečněných do prosince 2009 výrazně zaostává za republikánskými protikandidáty Robem Simmonsem a Lindou McMahon.